# Xã Franklin, Quận Shelby, Ohio
Xã Franklin (tiếng Anh: Franklin Township) là một xã thuộc quận Shelby, tiểu bang Ohio, Hoa Kỳ. Năm 2010, dân số của xã này là 3.371 người.